# 我的殺意戀愛了
《我的殺意戀愛了》是日本電視台於2021年7月4日起播出的週日連續劇，由中川大志主演。
香港由Viu自7月4日起上架。台灣由friDay影音自7月5日起獨家跟播。

## 登場人物

### 主要人物
- 男虎柊：中川大志[1](童年：柊木陽太)（粤語配音：杜景煜；童年：梁瑞芬）

由「傳說殺手」男虎丈一郎撫養成人的年輕人。養父被暗殺後，決定繼承家業並替養父報仇。總是在緊要關頭掉鏈子。
- 鳴宮美月：新木優子[2]；(童年：高松咲希）（粤語配音：石梓晴）

人氣漫畫家，柊的暗殺目標，本名葉山葵。

### 柊的相關人物
- 男虎丈一郎：藤木直人[3]（粤語配音：楊耀泰）

柊的養父。表面上是一家清潔公司的老闆，實際上是被稱為「傳說殺手」的男人。
- 綿谷詩織：水野美紀（粤語配音：王夢華）

表面上是生活安全課的公務員，實際上是SOS（暗殺組織）的指揮官。告訴柊，丈一郎實際上是被美月所殺害的，並指示新聞以意外結案。
- 八乙女流星：鈴木伸之[4]（粤語配音：周倚天）

殺手界的ACE。表面上是活躍國際的模特兒。私底下是非常講究「殺人藝術」的天才殺手。代號是「Death Prince」。
- 藤堂莉奈：松本穗香（粤語配音：陳雪瑩）

藤堂財團前董事長藤堂繁信的女兒，因為父親死亡，帶著與柊的婚約前往投靠。
- 大竹千尋：吉住（粤語配音：陳雪瑩）

八乙女流星的經紀人。

### 美月的相關人物
- 水瀨千景：田中美奈實（粤語配音：姜嘉蕾）

美月的首席助手。是個好釣的女人。
- 風岡樹生：中尾明慶（粤語配音：郭浩勤）

美月的擔當編輯。
- 江村準也：永田崇人（粤語配音：劉達斌）

美月的助手。
- 皆川真希：小西春（粤語配音：楊樂瑤）

美月的助手。
- 葉山京子：榊原郁惠（粤語配音：黎皓宜）

美月的母親。
- 赤坂武尊：小池徹平（粤語配音：陳漢祺）

美月的哥哥，八卦雜誌記者。

### 其他
- 七瀬久留美：谷瑪麗亞（粤語配音：陳雪瑩）

飾演真人電影《刺猬名偵探哈利》中琴音的女演員。
- 刺謂偵探哈利：內田真禮（聲音演出）（粤語配音：楊樂瑤）

美月小說的角色。
- 假冒的Death Prince：中村祐志

：假裝是Death Prince的殺手。

## 製作團隊
- 編劇：德永友一
- 導演：星野和成、寶來忠昭
- 音樂：大間間昂、田渕夏海
- 主題歌：Vaundy（SDR）[5]
- 總製作人：岡本浩一
- 製作人：中間利彥、石田麻衣（Horipro）
- 共同製作人：池田健司（日本電視台）
- 製作協力：Horipro
- 製作著作：讀賣電視台

## 播出日程
- 收視率最高值以紅色表示，收視率最低值以藍色表示。

| 集數                                                                      | 播出日期 | 標題 | 劇本     | 導演     | 收視率 |
| ------------------------------------------------------------------------- | -------- | ---- | -------- | -------- | ------ |
| 第1話                                                                     | 7月4日   |      | 德永友一 | 星野和成 | 5.8%   |
| 第2話                                                                     | 7月11日  |      | 德永友一 | 星野和成 | 6.0%   |
| 第3話                                                                     | 7月18日  |      | 寶來忠昭 | 星野和成 | 5.1%   |
| 第4話                                                                     | 7月25日  |      | 寶來忠昭 | 三浦希紗 | 4.6%   |
| 第5話                                                                     | 8月8日   |      | 德永友一 | 星野和成 | 4.7%   |
| 第6話                                                                     | 8月15日  |      | 德永友一 | 星野和成 | 4.9%   |
| 第7話                                                                     | 8月22日  |      | 三浦希紗 | 寶來忠昭 | 5.0%   |
| 第8話                                                                     | 8月29日  |      | 德永友一 | 寶來忠昭 | 5.9%   |
| 第9話                                                                     | 9月5日   |      | 德永友一 | 星野和成 | 5.9%   |
| 最終話                                                                    | 9月12日  |      | 德永友一 | 星野和成 | 5.4%   |
| 平均收視率 5.3%（收視率由Video Research調查關東地區、家戶的即時統計資料） |          |      |          |          |        |

## 外部連結
- 官方网站（日語）
  - 我的殺意戀愛了的X（前Twitter）（日語）
  - 我的殺意戀愛了的Instagram帳戶（日語）

| 日本 日本電視台 週日連續劇                | 日本 日本電視台 週日連續劇                     | 日本 日本電視台 週日連續劇 |
| ----------------------------------------- | ---------------------------------------------- | -------------------------- |
|                                           | 我的殺意戀愛了 （2021年7月4日－2021年9月12日） |                            |
| 涅墨西斯 （2021年4月11日－2021年6月13日） | 真犯人旗標 （2021年10月10日－2022年3月13日）   |                            |

| 香港 now劇集台 星期日 21:00 - 22:00                                             | 香港 now劇集台 星期日 21:00 - 22:00             | 香港 now劇集台 星期日 21:00 - 22:00  |
| ------------------------------------------------------------------------------- | ----------------------------------------------- | ------------------------------------ |
|                                                                                 | 我的殺意戀愛了 （2022年5月29日－2022年7月31日） |                                      |
| 秘密內幕～女警的反擊～ （2022年3月27日－2022年5月22日）                         | 真犯人旗標 （2022年8月7日－2022年12月18日）     |                                      |
| 香港 ViuTV 星期二至六（星期一至五深夜）00:00－01:00 · 2024年1月2日 00:10－01:15 |                                                 |                                      |
| 櫻之塔 （2023年12月7日－2023年12月19日）                                        | 我的殺意戀愛了 （2023年12月20日－2024年1月2日） | 黑洞 （2024年1月3日－2024年1月23日） |